# Grupo Frente

Grupo Frente, em 1956. A partir da esquerda:
Oliveira Bastos, Hélio Oiticica (encoberto), Ferreira Gullar, Teresa Aragão, Bezerra, Mario Pedrosa, Lygia Clark, Vera Pedrosa, Ivan Serpa (atrás), Lea e Abraham Palatnik.

O Grupo Frente foi um grupo artístico brasileiro, considerado um marco no movimento construtivo das artes plásticas. Criado em 1954, o grupo era formado pelo artista carioca Ivan Serpa e vários de seus alunos e ex-alunos, mais tarde se unindo ao grupo concretista que veio a redigir o manifesto neoconcreto.
O grupo aceitava pintores de todos os gêneros, inclusive figurativistas e, segundo Ivan Serpa, a única condição para participar do grupo era romper com as fórmulas da velha academia, dispondo-se a questionar a arte e caminhar pelos próprios pés.
A extinção do Grupo Frente, em 1956, foi uma conseqüência natural do crescimento do prestígio de muitos de seus participantes, os quais passaram a encontrar condições de prosseguir cada um o seu próprio caminho.

## Histórico
Paralelamente ao processo de renovação das artes plásticas que ocorria em São Paulo, no Rio de Janeiro um grupo de artistas reunia-se no Museu de Arte Moderna do Rio de Janeiro (MAM) ou em casa de Mario Pedrosa até que, em 1953, Eric Baruch, Ivan Serpa, Aluísio Carvão, Abraham Palatnik, Lygia Pape, Décio Vieira, Lygia Clark, Vincent Iberson, João José da Silva Costa, Carlos Val, Rubem Ludolf, César Oiticica, Hélio Oiticica, Elisa Martins da Silveira e Franz Weissman, fundaram o grupo.
A partir daquela data o grupo passou a realizar, no MAM, cursos que procuravam difundir a arte moderna, bem como formar uma rede de relações sociais em torno daqueles que ali tiveram sua formação. Divulgavam ideias de ruptura contra a arte tradicional, tendo por lema a "liberdade de experimentação", o que levava também a uma ruptura dos dogmas concretistas - o que, segundo Ferreira Gullar, os distinguia do grupo paulista.
Mario Pedrosa reforçou essa ideia adogmática do grupo já em 1955, quando fez o texto de apresentação da segunda exposição do grupo; além de concretistas e abstracionistas entre eles estava Elisa Martins da Silveira, artista naïve.
Esta separação dos paulistas levou ao seu fim, em 1956, quando parte de seus membros aderiu ao concretismo de São Paulo, participando naquele ano da I Exposição Nacional de Arte Concreta. Os grupos das duas cidades (Ruptura e Frente) cederam lugar, assim, a um só movimento, que se tornou nacional e puramente concretista.

## Exposições
A primeira exposição ocorreu na galeria do Instituto Brasil-Estados Unidos (IBEU), no Rio de Janeiro. Participaram da mostra os artistas Aluísio Carvão, Carlos Val, Décio Vieira, Ivan Serpa, João José Silva Costa, Lygia Clark, Lygia Pape e Vicent Ibberson, a maioria alunos ou ex-alunos de Serpa nos cursos do Museu de Arte Moderna do Rio de Janeiro.
A segunda exposição do grupo, em 1955, aconteceu no MAM/RJ e, aos fundadores do grupo, uniaram-se outros sete artistas: Abraham Palatnik, César Oiticica, Franz Weissmann, Hélio Oiticica, Rubem Ludolf, Elisa Martins da Silveira e Eric Baruch.
As últimas exposições do grupo ocorreram em 1956, em Resende e Volta Redonda, no estado do Rio de Janeiro.